# Arabian Ranches
Arabian Ranches là một khu biệt thự cao cấp ở Dubai, Các Tiểu vương quốc Ả Rập Thống nhất được ra mắt vào năm 2004. Nằm trên Đường Sheikh Mohammad Bin Zayed và gần Làng Toàn cầu của Dubai. Nó bao gồm Câu lạc bộ Golf Arabian Ranches, Câu lạc bộ cưỡi ngựa Dubai & Polo.
Arabian Ranches 2 được giới thiệu vào năm 2012. Nằm sâu trong đất liền 9 km, ở đường Al Qudra sẽ được hoàn thành vào năm 2021.

## Phát triển
Arabian Ranches 1, một khu phát triển theo chủ đề sa mạc chiếm 1.650 mẫu bao gồm một sân golf với hơn 20 loại khác nhau.
Arabian Ranches 2 trải dài trên 1,5 triệu mét vuông. Các kiến trúc sư làm việc trong dự án bao gồm Bassvian Lagoni, Melzer Decker & Ruder Architects và LCRA Architects

## Khu dân cư
Khu dân cư của Arabian Ranches 1 bao gồm hơn 4.000 biệt thự và nhà phố, trong khi Arabian Ranches 2 sẽ bao gồm hơn 1.724 biệt thự và nhà phố theo chủ đề. Những cộng đồng này là
- Casa
- Palma
- Lila
- Rosa
- Rasha
- Yasmin
- Samara

Các khía cạnh dân cư của sự phát triển được hỗ trợ bởi một loạt các nhà bán lẻ, giải trí và giải trí.

## Bán lẻ

### Trung tâm mua sắm Arabian Ranches
Trung tâm mua sắm Arabian Ranches là một trung tâm mua sắm trong khu vực nằm ở Arabian Ranches 1. Nó có 20 cửa hàng bán lẻ, nhà thờ Hồi giáo và trung tâm chăm sóc sức khỏe.

### The Ranches Souk
Ranches Souk là một trung tâm mua sắm khu vực nằm ở Arabian Ranches 2. Nó chứa hơn 35 đơn vị bán lẻ trải rộng trên hai tầng. Các doanh nghiệp hiện đang hoạt động trong trung tâm mua sắm bao gồm Carrefour, Virgin Megastores, Claire's, Mothercare, Sketchers, Early Learning Center, Holland & Barrett, Al Jaber, Dược Bin Sina, The Body Shop, Pet's Delight và Sun & Sand, v.v Nhà bán lẻ thực phẩm và đồ uống bao gồm Coldstone Creamery, Caribou Coffee, Carluccio's, Chez Sushi, Leila, McDonald, Paul và Bateel Café. Trò chơi giải trí được đặt tại Magic Planet.

## Giải trí

### Câu lạc bộ Golf Arabian Ranches
Khai trương vào tháng 2 năm 2004, khóa học gồm 18 lỗ, 72 gậy được thiết kế bởi Ian Baker-Finch kết hợp với Nicklaus Design. Năm 2014, một dự án tăng cường 2 năm đã hoàn thành.

### Trung tâm cưỡi ngựa[11]
Khu phát triển Arabian Ranches là nơi đặt Trung tâm cưỡi ngựa theo phong cách Andalusia chuyên về các dịch vụ và sự kiện bao gồm polo, cưỡi ngựa vượt chướng ngại vật và cưỡi ngựa trên sa mạc.

## Cơ sở hạ tầng

### Giáo dục
Arabian Ranches 1 & 2 là ngôi nhà của Trường Jumeirah English Speaking và Trường tiểu học Ranches. Chúng cung cấp cho bậc giáo dục tiểu học và trung học, hướng tới Chương trình giảng dạy quốc gia Anh. Nó cũng cung cấp một khóa học Văn bằng tú tài quốc tế sau trung học.